# Santiaguete
Santiago Calderón (Barcelona, 1985), más conocido por su seudónimo artístico Santiaguete es un historietista especializado en el guion de cómics.
Nacido en el barrio del Carmelo de Barcelona, su obra se caracteriza por estar profundamente influenciada por sus raíces obreras y su entorno urbano. Comenzó su carrera en la década de 2000 en la escena underground de Barcelona, participando activamente en diversos fanzines de tirada corta. Su estilo se ve influenciado por temas que van desde la ultraviolencia hasta el humor negro y el Satanismo.
En 2008, se asoció con el artista Wahab Zeghlache, con quien participó en numerosos concursos de cómics, obteniendo reconocimiento y premios en todo el territorio español.
Uno de sus logros más destacados fue su participación en el grupo Babau, donde coordinó la creación de "Deckard" en 2015, un fanzine de historias cortas en blanco y negro basadas en el universo de Blade Runner. "Deckard" fue notable en el ambiente fanzinero, agotando sus 350 copias en tan solo tres días tras su lanzamiento en el Saló Internacional del Cómic de Barcelona.
En años posteriores, continuó colaborando con proyectos destacados, como "Furiosa", pero lamentablemente, el grupo Babau se disolvió antes de poder completar el tercer tomo, "Ripley".
En 2019, junto con Joan Bor, también exmiembro de Babau, Santiaguete produjo "1937, Los Sucesos de Mayo" para "Carmona en Viñetas". Esta obra, financiada mediante crowdfunding en Verkami, buscaba acercar los hechos de los Sucesos de Mayo de la Guerra Civil Española al público casual.
La publicación de "1937, Los Sucesos de Mayo" impulsó a Cascaborra Ediciones a proponer la realización de "El Sitio de Viena", una obra histórica y humanista que vio la luz en 2022 y fue traducida al francés y al catalán por Editions Paquet y Amaniaco Ediciones, respectivamente.

## Distinciones
- 1º premio"Hestories D'aventiu" por "Lycra Mental" (2010)
- 1º premio "XVIII Certamen de Cómic Mutantes Paseantes' por "Lycra Mental" (2011)
- 1º premio en "Coll Fantasy" por "Nirvana" (2012)
- premio al mejor guión "25è concurs de còmics Ciutat de Cornellà” por "Hartos de Esquilar" (2008)
- premio a la mejor tira cómica en el "concurso de cómic noble villa de Portugalete" por "la de navidad" de "yayo's" (2009)
- 3º Premio "Concurs de cómic de Calldetenes" "modalitat Lliure" por "a l'abordatge" (2015)
- 3º premio "GANORABAKO" por "lo Enterrado" (2012)
- Accésit al guión y la Originalidad en el "6è Concurs de Còmic Working Class Heroes" por "Lycra Social" (2013)
- Finalista de la "Beca Carnet Jove" por "Yayo's" (2009)